# Tudor Zamfirescu
Pour les articles homonymes, voir Zamfirescu.
Tudor Zamfirescu est un mathématicien roumain né à Stockholm le 20 avril 1944.

## Biographie
Né en 1944 à Stockholm, de Ion Zamfirescu et Rodica Zamfirescu, il effectue sa scolarité à Bucarest. De 1961 à 1966, il poursuit ses études supérieures en Mathématiques à l'Université de Bucarest.
De 1966 à 1971, il est chercheur à l'Institut de mathématiques de l'Académie roumaine des Sciences.
Il part ensuite pour l'Université de Bochum et l'Université de Dortmund où il devient Maître de conférences puis Professeur.

## Prix et récompenses
- 1997: lauréat du Prix ”Gh. Titeica” de l'Académie roumaine.
- 2002: Il reçoit de titre de Docteur honoris causa de l'Université de Craiova et de l'Université de Bucarest.
- 2009: Membre Honoraire de l'Académie roumaine

## Travaux
- Avec Carol Zamfirescu il est le créateur du 36-graphe de Zamfirescu, du 48-graphe de Zamfirescu et du 75-graphe de Zamfirescu.

## Publications
- Liste complète : voir son site